# Ümit Bir
Ümit Bir (* 27. Juni 1929 in Freiburg im Breisgau; † 28. Juni 2014 in Flechtorf) war ein türkisch-deutscher Arzt und Kunstsammler.

## Leben und Wirken
Ümit Bir wuchs als Sohn eines türkischen Vaters und einer deutschen Mutter in Izmir und Istanbul auf. Nach seinem Medizinstudium in Istanbul war er als Arzt am Klinikum Charlottenburg in Berlin und ab 1958 an einer Klinik für Geburtshilfe in Wolfsburg tätig. In Wolfsburg führte er später eine eigene Praxis für Gynäkologie und Geburtshilfe.
Bir war leidenschaftlicher Sammler orientalischen Schmucks, womit er anlässlich einer Nord-Ost-Afrika-Reise im Jahr 1960 begann. Im Laufe der Zeit folgten weitere 180 Reisen durch Europa und Länder des Orients. Zu den Exponaten seiner Sammlung zählen insbesondere Schmuck sowie Handschriften, Gefäße, Textilien, Prunkwaffen u. a.
Die „Sammlung Dr. Bir“ gehört mit über 4000 Exponaten weltweit zu den größten Privatsammlungen von orientalischem Schmuck, die bis heute als Ganzes erhalten ist. Birs umfangreicher Nachlass wird von der Stiftung Sammlung Dr. Bir betreut und in Kooperation mit dem Museum für Völkerkunde zu Leipzig im Grassimuseum der Öffentlichkeit zugänglich gemacht.

## Ausstellungen
- 1969: Schmuck aus islamischen Ländern. Ausstellung im Kabinett Griesebach in Heidelberg[4]
- 1969: Schmuck aus islamischen Ländern. Ausstellung (mit Katalog) im Schloss Wolfsburg[5]
- 1971: Sieraden uit islamitische landen. Ausstellung im Tropenmuseum Amsterdam[4]
- 1974: Schmuck aus islamischen Ländern und den Nachbargebieten. Ausstellung (mit Katalog) im Deutschen Goldschmiedehaus Hanau
- 1975: Schmuck aus Asien. Vom Kaukasus zum Himalaja. Ausstellung (mit Katalog) im B.A.T. Haus Hamburg[5]
- 1982: Sieraden uit de wereld van de islam. Ausstellung im Tropenmuseum Amsterdam[4]
- 1986: Traditioneller Silberschmuck der islamischen Welt. Sonderausstellung (mit Katalog) im Kestner-Museum Hannover[5]
- 1988: Schmuck der islamischen Welt. Ausstellung im Mayer Memorial Museum in Jerusalem[4]
- 1995: Kostbarkeiten orientalischer Basare. Schmuck aus einer niedersächsischen Privatsammlung, Ausstellung (mit Katalog) im Museum für Völkerkunde zu Leipzig[5]
- 2001: Das Erbe der Antike. Ausstellung (mit Katalog) im Braunschweigischen Landesmuseum[5]
- 2004: Botschaften der Schönheit.Traditioneller Volksschmuck zwischen Orient und Okzident. Ausstellung im Museum für Völkerkunde zu Leipzig (Interim)[6]
- 2019: Vaterland trifft Mutterland. Ausstellung in der Galerie am Nikolaikirchhof in Leipzig[7]

Dazu kommen Präsentationen im Museum für Kunsthandwerk Frankfurt/M. (1988), im Völkerkundemuseum Berlin (1992), im Überseemuseum Bremen (1992), im Goldschmiedehaus Hanau (2009) u. a.